# Люклян Іван Тарасович
Іван Тарасович Люклян — український військовослужбовець, солдат 3 ОШБр, кавалер ордена «За мужність» ІІІ ступеня 

## Життєпис
Народився 6 січня 1999 в селі Томашгород Рівненської області .  
У 2006 році пішов до 1 класу Томашгородського ліцею №2. За роки навчання проявив себе хорошим учнем, відкритим до друзів та вчителів. Щира, радісна усмішка ніколи не зникала з його лиця, саме таким залишився Ваня в серцях однокласників та вчителів школи. Після закінчення 11 класів, у 2016 році вступив до Рівненського центру професійно-технологічної освіти державної служби зайнятості. У 2017 році закінчив навчання, здобувши професію «Бармен» .  
Під час початку повномасштабного вторгнення росії в Україну Іван був за кордоном, в Польщі, але повернувся в Україну. 20 вересня 2022 року отримав повістку і того ж дня поїхав до військомату.  
21 вересня 2022 року Івана відправили на навчання, і вже через місяць він потрапив на службу у 3-тю штурмову бригаду. Служив солдатом-навідником 2-го танкового взводу 3-ї танкової роти танкового батальйону. 
У 2023 році брав участь у бойових діях на Бахмутському та Авдіївському напрямках. 

## Загибель
11 березня 2024 біля населеного пункту Новоселівка Перша, Донецької області, отримавши численні травми і складні поранення не сумісні з життям Іван загинув
Похорон відбувся 15 березня 2024 

## Нагороди
- Орден «За мужність» ІІІ ступеня [1]